# Postbus
Postbusser er i forskellige lande betegnelsen for busser indsat af postvæsenet i den kollektive trafik, som efter forbrændingsmotorens opfindelse afløste diligencen. Ligesom sine umotoriserede forgængere transporterer de hyppigt såvel passagerer som postforsendelser. I tyndt befolkede områder er den samtidige transport af passagerer og post ofte den eneste mulighed for at drive en buslinje på rentabel vis.